# 1663 en musique classique
| \| • Retour à la chronologie générale de la musique classique • \| |
| Grèce • Rome • Haut Moyen Âge • VIIIe siècle • IXe siècle • Xe siècle • XIe siècle XIIe siècle • XIIIe siècle • XIVe siècle • XVe siècle • XVIe siècle • XVIIe siècle XVIIIe siècle • XIXe siècle • XXe siècle • XXIe siècle |
| • Retour à la chronologie générale de la musique classique • |

| Années en musique classique : 1660 - 1661 - 1662 - 1663 - 1664 - 1665 - 1666    |
| Décennies en musique classique : 1630 - 1640 - 1650 - 1660 - 1670 - 1680 - 1690 |

## Événements
- Pierre Robert et Henry Du Mont sont nommés sous-maîtres de chapelle.
- Georg Muffat étudie auprès de Lully.

## Œuvres
- Vermaeckelycke Duytsche Liedekens, recueil de chansons profanes néerlandaises, rassemblées par Ioannes Baptista Halbos, contenant des œuvres de Philippus van Steelant, Jacobus Le Febure, Henricus Liberti et Tarquinio Merula.

## Naissances
- 3 mars : Nicolas Siret, claveciniste et organiste français († 22 juin 1754).
- 7 mars : Tomaso Antonio Vitali, violoniste et compositeur italien († 9 mai 1745).
- 16 mars : Jean-Baptiste Matho, compositeur français († 16 mars 1743).
- 27 mai : Pierre Jaillard (anglicisé sous le pseudonyme de Peter Bressan), facteur français d'instruments à vent de la famille des bois († 21 avril 1731).
- 20 septembre : Pirro Albergati, compositeur italien († 22 juin 1735).
- 25 septembre : Johann Nikolaus Hanff, organiste allemand († 25 décembre 1711).
- 14 novembre : Friedrich Wilhelm Zachow, compositeur allemand († 14 août 1712).

Date indéterminée :
- Simon-Joseph Pellegrin, poète, librettiste et dramaturge français († 5 septembre 1745).
- Giovanni Lorenzo Gregori, violoniste et compositeur italien († janvier 1745).
- Marc-Roger Normand, compositeur, claveciniste, organiste français († 1734).
- Johann Joseph Vilsmayr, compositeur et violoniste autrichien († 11 juillet 1722).

## Décès

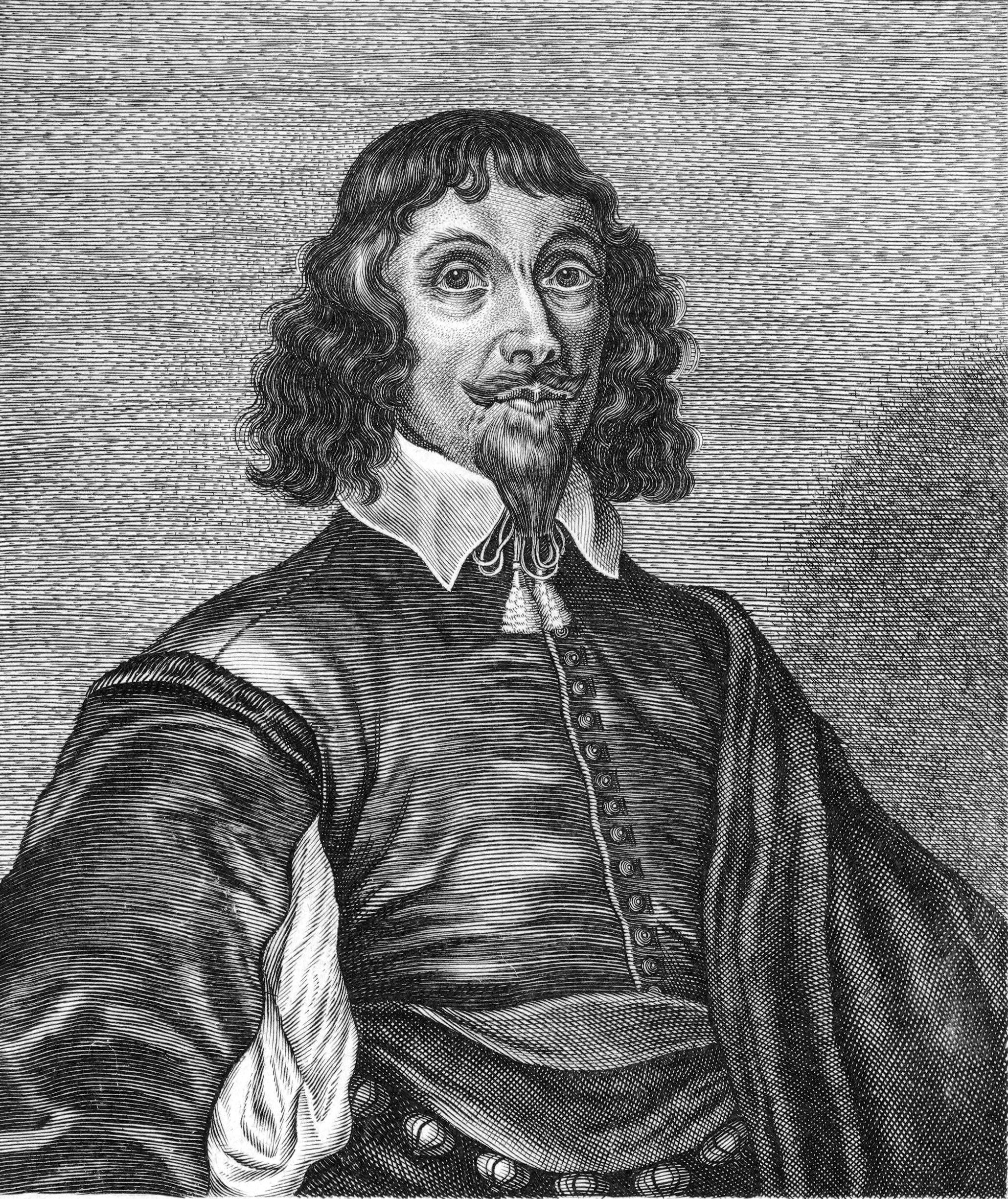
Heinrich Scheidemann

- avril : Nicolas Hotman, violiste, théorbiste et compositeur originaire de Bruxelles et né entre 1610 et 1614.
- 2 juillet : Thomas Selle, compositeur allemand (° 23 mars 1599).
- 24 juillet : Thomas Baltzar, violoniste et compositeur allemand (° vers 1631).
- 5 décembre : Severo Bonini, compositeur italien (° 23 décembre 1582).
- décembre : Angelo Notari, compositeur italien (° 14 janvier 1566).

Date indéterminée :
- Heinrich Scheidemann, organiste et compositeur allemand (° vers 1595).